# Oenosandridae
De Oenosandridae zijn een familie van vlinders uit de superfamilie Noctuoidea. De soorten uit deze familie komen slechts voor in Australië. De familie telt zo'n acht beschreven soorten. Voorheen werd de familie wel geplaatst in de familie tandvlinders (Notodontidae).

## Geslachten en soorten
- Diceratucha
  - Diceratucha xenopis Lower, 1902
- Discophlebia R. Felder, 1874
  - Discophlebia blosyrodes Turner, 1903
  - Discophlebia catocalina R. Felder, 1874
  - Discophlebia celaena (Turner, 1903)
  - Discophlebia lipauges Turner, 1917
  - Discophlebia lucasii Rosenstock, 1885
- Nycteropa
  - Nycteropa subovalis Turner, 1941
- Oenosandra
  - Oenosandra boisduvalii Newman, 1856